# Anthony Browne, 1:e viscount Montague
Anthony Browne, 1:e viscount Montague (eller Montagu), född den 29 november 1528, död den 19 oktober 1592, var en engelsk adelsman. Han föddes som den äldste av sex söner till Sir Anthony Browne och hans första fru Alice Gage, dotter till Sir John Gage av Firle, Sussex. Hans syskon var Thomas, Francis, Henry, två söner med namnet William, Mary, Mabel och Lucy. Efter att Alice Gage hade avlidit gifte sig Sir Anthony Browne med Elizabeth Fitzgerald år 1542; Fitzgerald gifte sedan om sig med Edward Clinton, 1:e earl av Lincoln efter Sir Anthony Brownes död.
Montague blev parlamentsledamot för Guildford 1545. Efter att hans far dog den 28 april 1548 ärvde Montague en fastighet som inbringade över £1 177 varje år. Han fick även flera viktiga uppdrag under Maria I av Englands regeringstid och han var med på hennes bröllop med Filip II av Spanien den 2 september 1554. Montague blev invald i det brittiska överhuset den 12 november samma år. Under 1560-talet var han en av de mest förmögna personerna i Sussex och hade en årlig inkomst på mellan £2 000 och £3 000.
Montague dog i West Horsley, Surrey den 19 oktober 1592 i sviterna av en långvarig sjukdom och han begravdes i Midhurst den 6 december samma år.

## Familj
Montagues första äktenskap var med Jane Radcliffe, dotter till Robert Radcliffe, 1:e earl av Sussex, och tillsammans fick de barnen:
- Anthony Browne, som gifte sig med Mary Dormer.
- Mary Browne, som gifte sig med Henry Wriothesley, 2:e earl av Southampton, sedan Sir Thomas Heneage och slutligen William Hervey, 1:e baron Hervey.

Radcliffe avled sedan och Montague gifte då om sig med Magdalen Dacre, dotter till William Dacre, 4:e baron Dacre av Gilsland, och tillsammans fick de barnen:
- Sir George Browne.
- Sir Henry Browne, som först gifte sig med Anne Catesby och senare Elizabeth Hungate.
- Thomas Browne.
- Elizabeth Browne, som gifte sig med Robert Dormer, 1:e baron Dormer.
- Mabel Browne, som gifte sig med Sir Henry Capel.
- Jane Browne, som gifte sig med Sir Francis Lacon.